# Enganyapastors senzill
L'enganyapastors senzill (Caprimulgus inornatus) és una espècie d'ocell de la família dels caprimúlgids (Caprimulgidae) que habita garrigues xèriques des de l'extrem sud-oest de Mauritània, sud de Mali, Burkina Faso, sud de Níger, centre i sud de Txad i Sudan fins Etiòpia, Eritrea, oest de Somàlia i sud-oest d'Aràbia, i cap al sud fins Kenya.